# Josef Lavos

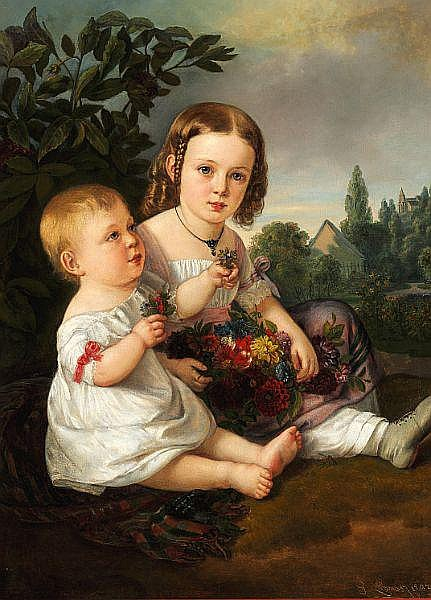
Zwei kleine Schwestern im Garten

Josef Lavos (* 29. Juli 1807 in Wien; † 8. Oktober 1848 ebenda) war ein österreichischer Maler und Lithograf ungarischer Abstammung.
Lavos war als Sohn eines Ballettmusikdirektors am Leopoldstädter Theater geboren.
Josef Lavos studierte Malerei an der Akademie der bildenden Künste Wien im Sankt Annahof bei Karl Gsellhofer.
Seit 1828 stellte Lavos seine Werke – Genrebilder, religiöse Themen und Porträts in Öl, letztere auch in Miniatur und Lithographie – im Sankt Annahof aus. 1848 wurde Lavos Mitglied der Wiener Akademischen Legion (13. März – 25. Mai 1848). Am 8. Oktober 1848 nahm er sich sein Leben.